# Ferdinand Reinold
Ferdinand Reinold, auch Ferry Reinold, (* 29. März 1885 in Wien; † 2. Oktober 1935 in Lambach) war ein österreichischer Maler.

## Leben und Wirken
Der Sohn eines Bürstenfabrikanten lebte zeitweise in Brünn, studierte 1902 bis 1905 an der Akademie der bildenden Künste Wien u. a. bei Christian Griepenkerl. Nach Reisen durch Europa vervollständigte er seine Studien ab 1912 in Paris bei Antoine Guillemet. Einflüsse auf seine Werke hatten auch Pierre Puvis de Chavannes und die Schule von Fontainebleau. Während des Ersten Weltkriegs war er Kriegsmaler, danach lebte er im Innviertel, ab 1921 in Lambach.
Er wurde Mitglied des Oberösterreichischen Kunstvereins und der Innviertler Künstlergilde und war mit dem Zyklus Bilder zur Genesis1930/31 auf mehreren Ausstellungen vertreten. Er malte Landschaften, Bauern, Zigeuner, Artisten und Tiere, besonders Pferde. Eines seiner Vorbilder war Joža Uprka.

## Ausstellungen
- Gedächtnisausstellung Ferry Reinold, Linz 1936
- Lambacher Kunstschaffen, Kunstausstellung Vilma Eckl, Margarethe von Pausinger, Ferry Reinold, Aloys Wach, Marianne Rusin, Silvester Lindorfer, Lambach 1953

## Werke (Auswahl)
- Die beiden Alten (1912)
- Landschaft (1927)
- Pferde im Hochgebirge (1927)
- Die letzte Furche (1932)
- Ausgedient
- Bootswerft in Stadl-Paura